# Echovirus
Sous-espèce
Les  Echovirus (pour Enteric Cytopathogenic Human Orphan virus) ont des structures antigéniques qui permettent de distinguer 32 sérotypes d'echovirus (1 à 9, 11 à 27, 29 à 34).
- Le virus Echo 16 est responsable d'une maladie cutanée, l'exanthème de Boston, dont l'évolution se rapproche de celle de l'exanthème subit : après une incubation de 3 à 7 jours, la fièvre apparaît pendant 24 à 48 heures suivie d'une éruption maculo-papuleuse avec des lésions de 1 à 2 mm de diamètre, de couleur rose saumon, qui débutent au visage puis à la partie supérieure du thorax avant de se généraliser. L'éruption, non prurigineuse, dure de 1 à 5 jours et s'efface sans laisser de trace.
- Le virus Echo 9 donne la maladie de Crawford avec fièvre, vomissements, douleurs abdominales, céphalées (réaction méningée) et éruption rubéoliforme non prurigineuse de 2 à 7 jours.
- Les autres infections à Echovirus provoquent des éruptions cutanées évoquant la rubéole.

## Anecdote
L'Echovirus 11 est le sujet d'un épisode de la série médicale "Dr House".
Dans le premier épisode de la série Netflix Chambers, Sasha explique que son arrêt cardiaque a été causé par un echovirus qui n’avait pas été détecté .